# Necydalis maculipennis
Necydalis maculipennis là một loài bọ cánh cứng trong họ Cerambycidae.